# Memorial a Jaime Guzmán
El Memorial a Jaime Guzmán es un monumento conmemorativo dedicado a la memoria del abogado, político y funcionario de derecha chileno Jaime Guzmán Errázuriz, quien habría fundado el partido Unión Demócrata Independiente para establecer las bases del conservadurismo social y reunir a defensores de la dictadura militar chilena. Jaime Guzmán fue asesinado por un comando del Frente Patriótico Manuel Rodríguez. Guzmán fue uno de los redactores de la Constitución Política de 1980, vigente hasta la actualidad, además de haber sido uno de los fundadores e ideólogo del partido político de derecha Unión Demócrata Independiente. El memorial se encuentra ubicado en avenida Vitacura 2950, Santiago de Chile.

## Historia

### Fundación
Ubicado en el triángulo (plazoleta) que forman las avenidas Vitacura, Andrés Bello y Presidente Riesco, en el límite de las comunas de Las Condes y Vitacura, a pasos de la Embajada de Estados Unidos en Santiago de Chile, fue inaugurado el 9 de noviembre de 2008, con la presencia de numerosos políticos de derecha, entre ellos Pablo Longueira, amigo de Guzmán y gestor del memorial, los timoneles de la Unión Demócrata Independiente, Juan Antonio Coloma; y de Renovación Nacional,  Carlos Larraín, Sebastián Piñera, entonces candidato presidencial, y otros parlamentarios. También asistieron dirigentes de la Democracia Cristiana y en representación de la presidenta Michelle Bachelet fueron dos ministros, Edmundo Pérez Yoma y José Antonio Viera-Gallo. Al acto de inauguración —en el que también habló el entonces alcalde de Las Condes Francisco de la Maza— asistieron más de dos mil personas.

### Creación y características
Los autores del memorial creado a partir de la Ley 19.205 de 1993 y por la iniciativa de la Corporación Pro Memorial Jaime Guzmán (encabezada entonces por Longueira) y la Fundación que lleva su nombre —una ONG sin fines de lucro dedicada a preservar su memoria y legado— fueron la escultora María Angélica Echavarri y el arquitecto Nicolás Lipthay. El monumento originalmente iba a estar ubicado en la acera sur de avenida Providencia frente a la Plaza Baquedano (en las afueras del Teatro Universidad de Chile), sin embargo el proyecto fue reubicado en Las Condes luego de protestas de los vecinos del sector de Baquedano. El 22 de diciembre de 2004 la Municipalidad de Las Condes acordó instalar el monumento a Guzmán en la plaza Unesco, ubicada en la intersección de las avenidas Presidente Riesco, Andrés Bello y Vitacura.
En la superficie, a un costado de Presidente Riesco entre las avenidas Vitacura y Andrés Bello se alzan las esculturas de Echavarri, gran conjunto compuesto por 66 personajes que miden en promedio dos metros de alto y alineados componen un cuerpo de 22 metros de largo. Bajando la escaleras del memorial se llega a la sala dedicada a Jaime Guzmán, con documentos (algunos originales y otros, copias), objetos personales y fotografías que retratan al que es considerado el ideólogo de la Constitución aprobada bajo el régimen de Augusto Pinochet. El monumento cuenta también con varias placas: una sobre Guzmán y otras tres con palabras dedicadas por el asesinado senador a Jorge Alessandri, Miguel Kast y Simón Yévenes, además de la primera piedra memorial colocada el 1 de abril de 2007.

### Atentados
El memorial es blanco periódico de ataques vandálicos, entre los que figuran el perpetrado en la madrugada del 14 de agosto de 2011 con un artefacto explosivo en el marco de las protestas estudiantiles de ese año. El 11 de septiembre de 2016 el memorial fue nuevamente atacado, esta vez con rayados y pintura. El 6 de noviembre de 2019 fue nuevamente vandalizado durante la ola de protestas que comenzaron en octubre. El último ataque sufrido por el memorial fue el que un grupo de manifestantes, de aproximadamente 20 a 30 personas, provocó el 30 de mayo de 2021, cuando fueron atacadas las sedes de la UDI y RN, resultando el monumento rayado con grafitis. Esta noticia adquiriría relevancia nacional cuando se supo que uno de los perpetradores del hecho fue un joven que había caído al río Mapocho durante el estallido social, en un confuso incidente con un carabinero en el puente Pío Nono.

### Controversia sobre propiedad intelectual
En 2023, la escultora María Angélica Echavarri presentó una demanda en contra de la UDI por violación a los derechos de propiedad intelectual, pues este partido habría estado replicando miniaturas de su obra desde 2022, sin su autorización, y entregando las estatuillas de cerámica como obsequios, calificados por las abogadas de Echavarri como «una copia burda» que «mutila y deforma su creación».

## Galería

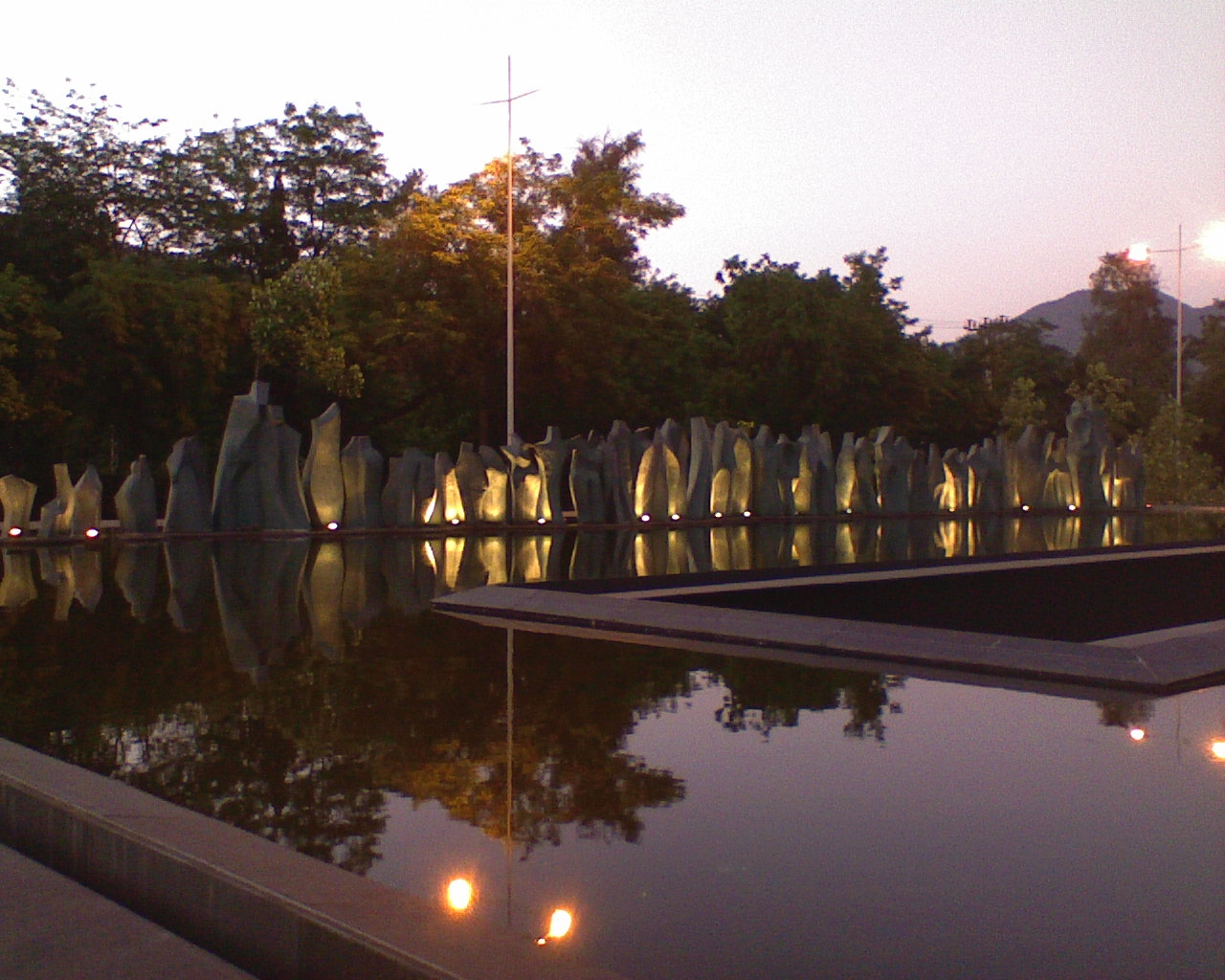
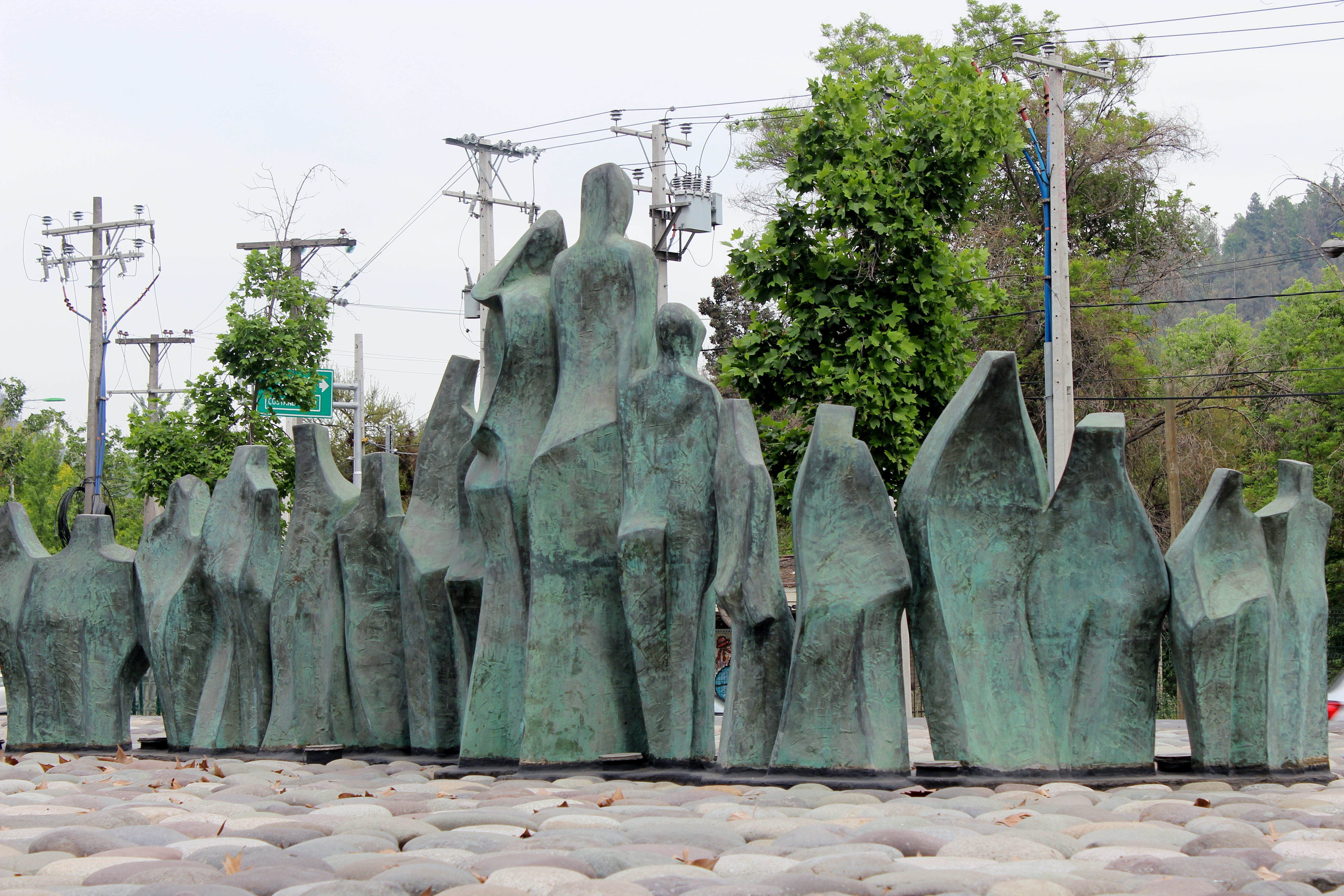
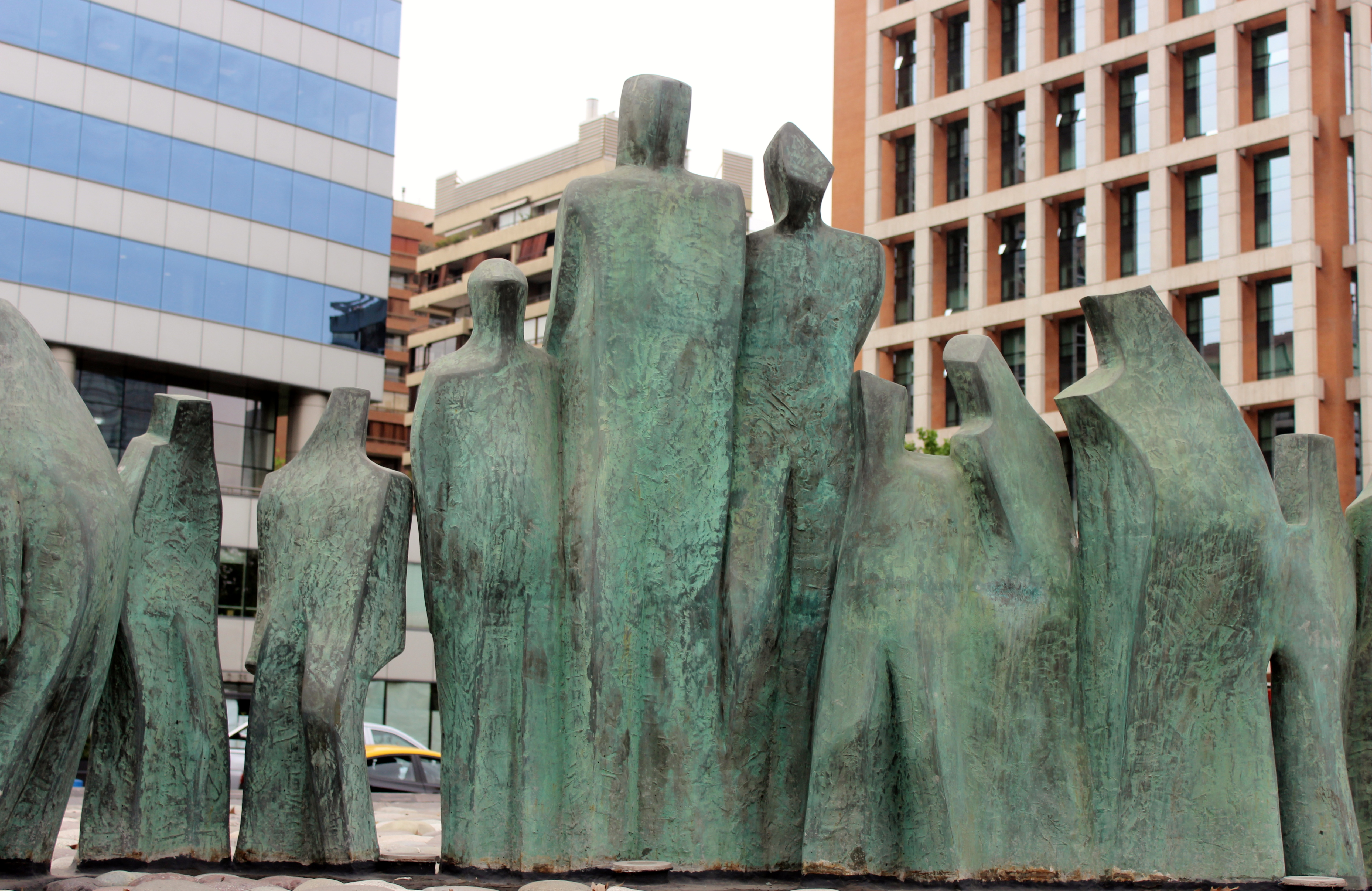
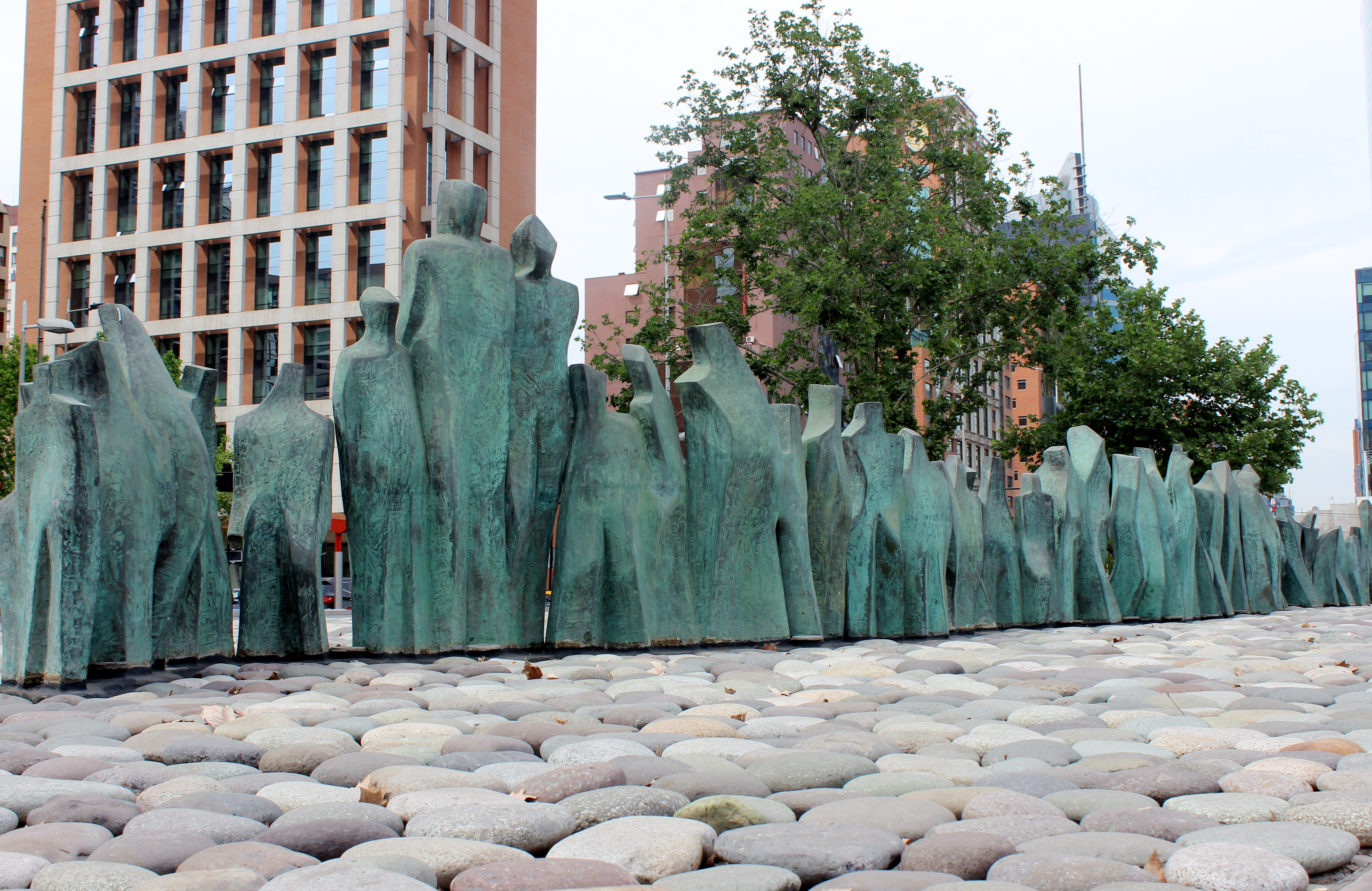
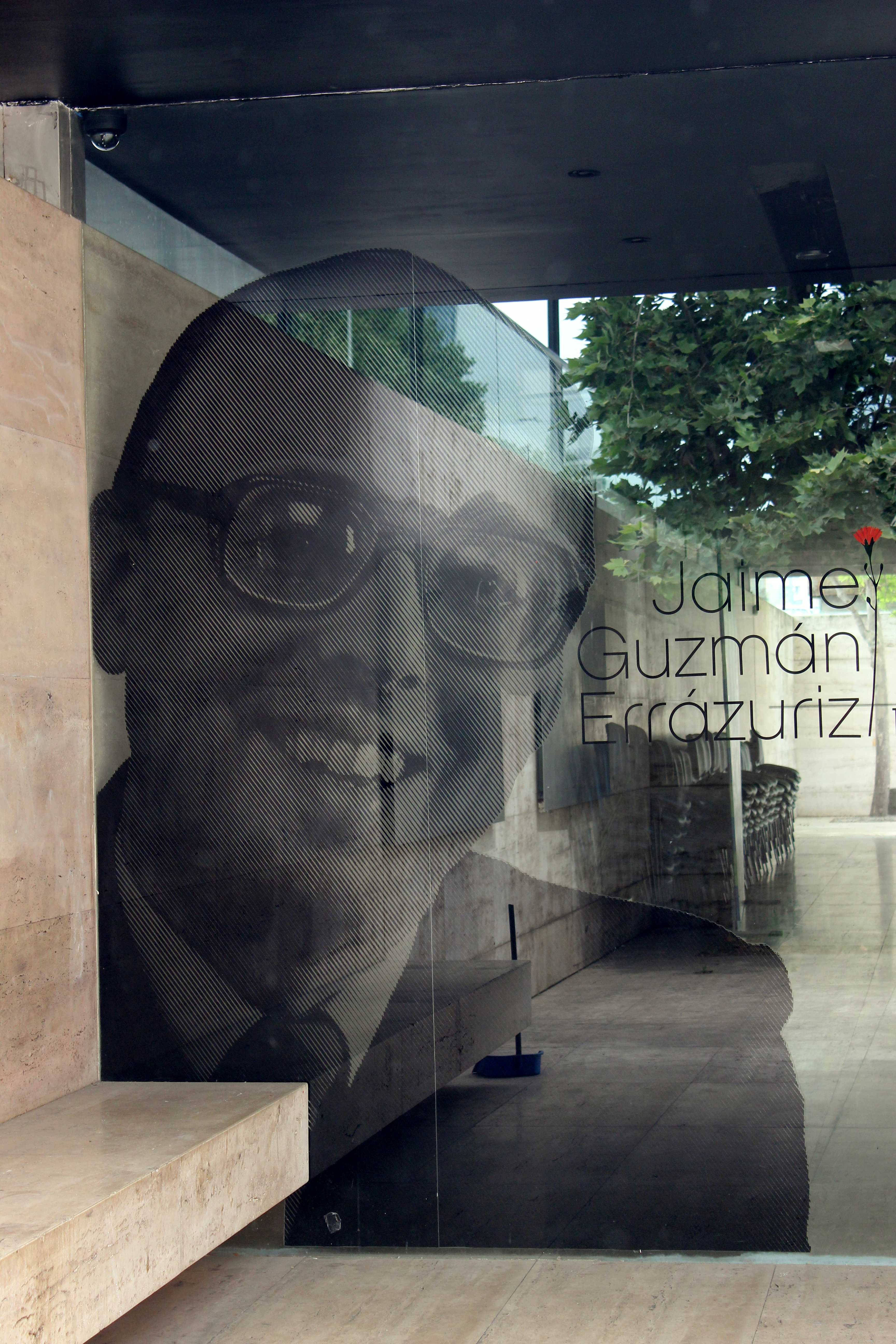